# Francis Xavier Kriengsak Kovithavanij
Francis Xavier Kriengsak Kovithavanij (Bang Rak, Bangkok, Tailandia, 27 de junio de 1949) es un cardenal y arzobispo católico y filósofo y teólogo tailandés.
Desde el 14 de mayo de 2009 hasta el 27 de junio de 2024 ha sido el arzobispo de Bangkok y desde el 14 de febrero de 2015 es el Cardenal presbítero de Santa María de los Dolores.

## Biografía

### Formación y sacerdocio
Nacido en el distrito Bang Rak de la ciudad de Bangkok en el año 1949. Después de realizar sus estudios primarios y secundarios, en 1970 se trasladó a la ciudad de Roma, donde realizó su formación eclesiástica y se licenció en Filosofía y Teología por la Pontificia Universidad Urbaniana. Seguidamente regresó a Tailandia, donde fue ordenado sacerdote el día 11 de julio de 1976, por el entonces arzobispo de Bangkok Mons. Michael Michai Kitbunchu.
Tras ser ordenado sacerdote, estuvo orando y rascando en diversas parroquias del país, hasta que el día 7 de marzo de 2007, el papa Benedicto XVI lo nombró Obispo de la diócesis de Nakhon Sawan. 

## Episcopado

### Obispo de Sawan Nakhon (2007-2009)
El 7 de marzo de 2007, el papa Benedicto XVI lo nombró obispo de Sawan Nakhon, que había estado vacante desde 2005.
El 2 de junio del mismo año, recibió la consagración episcopal el 2 de junio de 2007, a manos del arzobispo y cardenal Michael Michai Kitbunchu.

### Arzobispo de Bangkok (2009-2024)
El 14 de mayo de 2009, Benedicto XVI, lo nombró como nuevo Arzobispo de la archidiócesis de Bangkok, ante la renuncia del cardenal Michael Michai Kitbunchu, quien pasó a ser emérito. En el mes de octubre de ese mismo año Francis Xavier, fue elegido como Vicepresidente de la Conferencia Episcopal de Tailandia.[cita requerida]
El 9 de agosto de 2012 la presidenta del Movimiento de los Focolares María Voce, lo nombró moderador de la comunión entre los obispos que se adhieren a la espiritualidad de la unidad. La participación de los obispos del Movimiento de los Focolares, respaldó y apoyó por la Santa Sede para promover la colegialidad "efectiva y afectiva" entre los obispos en un espíritu de comunión y de fraternidad, un compromiso que es puramente espiritual.[cita requerida]

### Cardenalato
El 14 de febrero de 2015, el papa Francisco, lo elevó al rango de Cardenal, dándole el título cardenalicio de Santa Maria Addolorata, siendo el primer titular, durante el consistorio de la misma fecha.
El 17 de marzo de 2015 fue nombrado miembro de la Congregación para la Evangelización de los Pueblos y del Pontificio Consejo para las Comunicaciones Sociales.
El 13 de octubre de 2020 fue confirmado como miembro de la Congregación para la Evangelización de los Pueblos ad aliud quinquennium. Cardenal Kovithavanij fue uno de los 133 Cardenales electores del Cónclave de 2025.

## Sucesión
| Predecesor: Louis Chamniern Santisukniram | Obispo de Nakhon Sawan 2007-2009                              | Sucesor: Joseph Pibul Visitnondachai      |
| Predecesor: Michael Michai Kitbunchu      | Arzobispo de Bangkok 2009-2024                                | Sucesor: Francis Xavier Vira Arpondratana |
| Predecesor: Louis Chamniern Santisukniran | Presidente de la Conferencia Episcopal de Tailandia 2015-2021 | Sucesor: Joseph Chusak Sirisut            |
| Predecesor: Primer titular                | Cardenal sacerdote de Santa Maria Addolorata 2015-actualidad  | Sucesor: En el cargo                      |

- Datos: Q1396370
- Multimedia: Francis Xavier Kriengsak Kovitvanit / Q1396370